# Phyllopezus periosus
Phyllopezus periosus — вид геконоподібних ящірок родини Phyllodactylidae. Ендемік Бразилії.

## Опис
Тіло (не враховуючи хвоста) сягає 80 мм завдовжки, іноді до 110 мм. Верхня частина тіла світло-сіра, поцяткована 6-7 темно-коричневими смугами. Нижня частина тіла у дорослих геконів золотисто-жовта, у молодих молочно-біла.

## Поширення і екологія
Phyllopezus periosus мешкають на північному заході Бразилії, в штатах Параїба, Пернамбуку, Алагоас, Ріу-Гранді-ду-Норті, Баїя і Сеара. Вони живуть серед скельних виступів в савані, поблизу річок і струмків, у тріщинах серед скель. Ведуть нічний спосіб життя, живляться дрібними безхребетними, зокрема комахами і павуками.